# Pomelo
Pomelo (znanstveno ime Citrus maxima) je drevo in sadež agruma iz rodu Citrus (družina rutičevk) in sicer ena od izvirnih treh vrst skupaj s citrono in mandarino, iz katerih izhajajo vsi danes poznani agrumi. Ta vrsta je ostala dolgo skoraj nepoznana, ker so strokovnjaki preučevali samo njen slavni hibrid, grenivko, ki jo je nadomestil in prekosil na vseh področjih.

## Rod citrusov
Do nedavnega je rod Citrus zajemal enajst vrst, pred kratkim pa so strokovnjaki določili, da so izvirni citrusi le trije: mandarina (Citrus reticulata), pomelo (Citrus maxima) in citrona (Citrus medica). 
Med križane citruse so tako všteli vse ostale vrste: pomaranča, limona, grenivka, klementina, bergamot, kinoto, kumkvat, kombava in limeta. Prav tako bi naj vse nekdanje vrste fortunelle bile le križanja s kumkvatom.
Ta klasifikacija sicer ni še splošno sprejeta, a že sedaj veliko večino citrusov strokovno zapisujejo z vmesnim znakom križca ali enostavno z »x«, kar pomeni, da gre za križanje, torej hibrid. Čeprav se lahko zdi čudno, da sta tako vsesplošno znana sadeža, kot sta pomaranča ali limona, le hibrida, ne moremo prezreti osnovnih podatkov o njegovem gojenju. Strokovno ga je treba prišteti med umetno pridobljene rastline.
Čeprav je rod citrusov sedaj sestavljen samo iz treh vrst, poznamo namreč med agrumi veliko število naravnih odstopanj in nepravilnosti, bodisi v cvetju, bodisi predvsem v sadežih, zaradi česar se dajo dobiti širom po svetu zelo raznoliki primerki. Razen tega so agronomi razvili nešteto hibridov, ki večkrat nimajo stalnih in ponovljivih lastnosti, zato so nekatere vrste na trgu le za določeno dobo. To povzroča težave pri klasifikaciji agrumov. Omeniti je treba tudi dedne spremembe, ki so pri agrumih zelo pogostne. Gre za mutacijo v poganjkih, ki se včasih pojavi iz neznanih razlogov. Na veji se rodi poganjek, iz katerega zraste veja z nekoliko različnimi lastnostmi od ostalega drevesa. Če se ta vejica uporabi kot potaknjenec, zraste drevo s temi različnimi lastnostmi. Velikokrat  so te nove lastnosti nezaželene, zato se spremembo ne želi ohranjati in se mutirana vejica enostavno odstrani. Včasih je pa sprememba toliko zanimiva, da jo agronomi gojijo dalje in tako dobijo novi križanec.

## Opis
Pomelo raste na jugu Kitajske in v vsej jugovzhodni Aziji, ponekod tudi samoniklo. Večji nasadi so tudi v Kaliforniji in predvsem v Izraelu. Sadeži so po obliki podobni hruški, a so veliko večji, saj dosežejo tudi 30 cm v premeru in do 10 kg v masi. Imajo svetlozelen olup, v notranjosti pa so bledorumeni ali rožnati, včasih tudi temno rumeni do rdečkasti. Olupek je debelo podložen z belo neužitno plastjo (imenovano albedo) in tudi krhlji so popolnoma prekriti z njo. Okus je podoben grenki pomaranči, le da ni kisel, zato pa tudi ni tako prijeten. Zaradi tega, pa tudi zaradi njegove velikosti, se sadež ne uporablja svež, temveč gre v industrijo sokov. Olupek je poraben za pridobivanje esenc.

## Pomelo ali grenivka?
Sadež grenivke je danes tako splošno poznan v svetu, da si je pridobil, podobno kot pomaranča, sloves samostojne vrste citrusa, čeprav gre dejansko za križanec (hibrid). Kot za pomarančo, je tudi za grenivko potrebno stopiti korak nazaj. Prednik današnje grenivke naj bi bil Pomelo (Citrus maxima) tudi pummelo, jaffa. Pampaleone, za katerega nimamo slovenskega izraza, pa tudi ne veliko podatkov, je prav tako križanec, ki pa ga je grenivka skorajda izpodrinila. Pomelo je skupaj s citrono in mandarino prednik vseh agrumov, ki jih danes poznamo, ostali so le križanci (hibridi) med temi tremi vrstami. Tudi Citrus x paradisi ali navadna grenivka (grapefruit, pompelmo) je torej plod križanja. 
Nekateri strokovnjaki ne sprejemajo te razlike, temveč trdijo, da se pomelo istoveti z grenivko; razlike med njima naj bi se bile razvile samo zaradi prehoda iz azijskih v sredozemske pokrajine. Spet drugi trdijo, da je pomelo izumrla vrsta, grenivka pa njen naravni razvoj. Debata o tem naj bi bila med eksperti še odprta.